# Бурич, Рино
Рино Бурич (хорв. Rino Burić; род. 5 апреля 1997, Сплит) — хорватский ватерполист, игрок клуба «Юг Дубровник» и сборной Хорватии. Серебряный призёр летних Олимпийских игр 2024 года, чемпион мира 2024 года и чемпион Европы 2022 года.

## Карьера
Рино Бурич начинал свою карьеру в «Морнар Сплит», а с 2019 по 2023 годы играл в «Ядран Сплит». В 2023 году вместе с этим клубом стал чемпионом Хорватии. С 2023 года играет в команде «Юг Дубровник».
С 2020 года Рино играет в национальной сборной Хорватии. В 2022 году хорваты на чемпионате Европы в Сплите выиграли у Италии 11-10 в полуфинале и обыграли Венгрию 10-9 в финале, став чемпионами Европы, в составе сборной играл Бурич.
В январе 2024 года на чемпионате Европы, уступив испанцам со счетом 10:11 в финале, Рино и хорватская сборная завоевали серебряные медали. Месяц спустя на чемпионате мира в Дохе Рино в составе сборной стал чемпионом мира.
На Олимпийских играх 2024 года в Париже хорваты заняли четвертое место в предварительном раунде. В четвертьфинале обыграли испанцев, а в полуфинале — венгров. В финале встретились с Сербией и уступили 11-13.
Рино Бурич провел в финале 18 минут 54 секунды, нанёс 5 бросков по воротам и забил один гол, став серебряным призёром Олимпийских игр.